# Lupta de la Vâlcov (1918)
Lupta de la Vâlcov a avut loc între ianuarie și 3 februarie 1918, și s-a dat între forțele armate ale Regatului României și cele ale RUMCEROD-ului, precum și voluntari dezertați din fosta Armată Imperială Rusă și bolșevici.
Avansarea trupelor române pe teritoriul Republicii Democratice Moldovenești a început după ce Sfatul Țării a votat în favoarea unirii cu România, cu toate acestea armata română a întâlnit o rezistență dârză din partea elementelor locale bolșevice și anarhiste rusești.